# ジョン・クロスビー (第2代グランドア伯爵)
第2代グランドア伯爵ジョン・クロスビー（英語: John Crosbie, 2nd Earl of Glandore PC (Ire) FRS FSA、1752年5月25日 – 1815年10月23日）は、アイルランド王国出身の貴族、政治家。1776年から1781年までクロスビー子爵の儀礼称号を使用した。

## 生涯
初代グランドア伯爵ウィリアム・クロスビーと1人目の妻セオドシア・ブライ（Theodosia Bligh、1723年頃 – 1777年5月20日、初代ダーンリー伯爵ジョン・ブライの娘）の次男（長男モーリスは1749年に夭折）として、1752年5月25日に生まれた。1768年6月7日ダブリン大学トリニティ・カレッジに入学、1771年にB.A.の学位を、1772年にM.A.の学位を修得した。
1775年から1776年までアスボイ選挙区の代表としてアイルランド庶民院議員を務めた後、1776年の選挙でアルドフェルト選挙区とトラリー選挙区の両方で当選、前者の代表として1781年まで議員を務めた。
1781年4月11日に父が死去すると、グランドア伯爵位を継承、1782年4月16日にアイルランド貴族院議員に就任した。その後、1785年1月15日にアイルランド枢密院の枢密顧問官に任命され、同年から1815年までケリー県首席治安判事を務めた。また、1801年から1815年までアイルランド貴族代表議員を務め、その在任中の1812年にカトリック解放に賛成票を投じた。
1789年から1801年までアイルランド大法官府裁判所記録長官（Master of the Rolls in Ireland）の1人を務めた。
1801年1月8日にロンドン考古協会フェローに、1803年2月24日に王立協会フェローに選出された。
1815年10月23日にアルドフェルト・アビーで死去、グランドア伯爵位は廃絶、ブランデン男爵位は叔父モーリスの息子ウィリアムが継承した。

## 家族
1777年11月26日、ダイアナ・ジャーメイン（Diana Germaine、1756年7月8日 – 1814年8月29日、初代サックヴィル子爵ジョージ・ジャーメインの娘）と結婚した。